# Кантабрийский круг
Кантабри́йский круг (лат. circulus cantabricus) — тактический приём, предположительно применявшийся кантабрийскими конными лучниками и/или метателями дротиков, с которыми римляне столкнулись в ходе Кантабрийских войн. Упоминается в труде Луция Флавия Арриана «Тактика» (136/137 г. н. э.) и в речи императора Адриана к африканской армии (128 г. н. э.).

## Описание
Целью данного манёвра было увеличение эффективности стрельбы из лука или метания дротиков преимущественно в действиях против пешего противника. Всадники образовывали круг, двигаясь от неприятеля вправо, в случае использования дротиков прикрывая левый бок щитом и используя правую руку для метания. Таким образом, непрерывно осыпая малоподвижного противника градом метательных снарядов, сами воины, всё время находясь в движении, становились для него трудной мишенью. Арриан («Тактика», 40) рассказывает о кантабрийском круге уже как о части военно-спортивных состязаний в римской армии II века н. э.:

40. (1) Следующей исполняется так называемая «кантабрийская» атака, которая, как мне кажется, получила своё имя от иберийского племени кантабров, так как римляне оттуда и позаимствовали её у них. (2) Она ведётся следующим образом. Заслон из конников, прикрытых [щитами], выстраивается... налево от трибуны, кроме тех двух конников, которые принимают на себя прямые удары дротиков. (3) [Другие] атакуют справа... заворачивая «к копью», и, пока они атакуют, слева от трибуны начинается другая атака, с заворотом в круг. (4) Эти конники уже пользуются не лёгкими дротиками, а обструганными копьями, без железных наконечников, но всё же из-за веса не слишком удобными для тех, кто их метает, и небезопасными для тех, в кого их посылают. (5) Из-за этого их инструктируют не целить в шлемы проезжающих мимо, не запускать копьё в коня, но прежде чем конник повернёт и подставит частично свой бок или при повороте откроет спину, целить в его щит, бросая копье со всей силой. (6) Совершенство в этом деле достигается в том случае, если сойдясь как можно ближе с проезжающими мимо, [конник], назначенный [исполнять] этот «кантабрийский» круг, метает копьё в самую середину щита, так чтобы оно, угодив в щит, вызвало стук или даже пробило его насквозь, второй [конник] в то же время нападает на второго [соперника], третий точно так же на третьего, и остальные по порядку [нападают] на следующих в том же порядке [соперников] по линии. (7) Грохот, конечно же, стоит страшный, разворот в таком [упражнении] выглядит эффектным, и если у одних получается упражнение на меткость и мощь метания, у других – на безопасность и защиту от нападающих.

## В массовой культуре
- Rome: Total War